# Betafo (distrikt)
Betafo District är ett distrikt i Madagaskar.   Det ligger i regionen Vakinankaratraregionen, i den centrala delen av landet, 140 km sydväst om huvudstaden Antananarivo.